# Класицизъм (музика)
Класицизмът е един от периодите на класическата музика през който се установяват множество от норми в композициите, представянето и стила на музиката в периода 1750-1830 г.

## Предпоставки
Със смъртта на Бах през 1750 г., настъпват кардинални промени в мисленето и светоусещането на хората. Отърсването от натруфения бароков стил и погледа към изчистената линия на древногръцкото изкуство и непринудената красота на природата откриват израз в музиката.
Аристокрацията изземва ролята на църквата като покровителка на музиката. Благородниците предпочитат изискана и мелодична музика. Така строгите композиционни канони, съществуващи през барока, отстъпват пред по-свободния музикален стил.

## Водещи инструменти и музикални форми
Струнният квартет е най-предпочитаната форма на камерна музика. Камерната музика нараства до 8-10-членен състав в серенадите. Хайдн открива неповторимото съчетание на две цигулки, виола и виолончело и печели званието „баща на струнния квартет“. Почти всеки композитор след него опитва таланта си в тази музикална форма.
Симфонията се обособява като самостоятелна музикална форма. Синовете на Бах Карл Филип Емануел Бах и Йохан Кристиан Бах, а също и композитори като Джовани Самартини и Йохан Щамиц утвърждават симфонията като музикална форма. Струнните инструменти стават основата на симфоничния оркестър, заедно с две валдхорни, флейти и тимпани. Постепенно са прибавени и други инструменти. Групата на дървените духови инструменти е попълнена от кларинета. Той е създаден в 1700 година, като звуковите му качества значително се подобряват в средата на века.
Операта продължава да се развива, с регионалните стилове в Италия, Франция и немскоговорещите земи. Нараства популярността на опера-буфа. От поредица от арии напълно се трансформират в композициите на Моцарт и Глук.
Концертната форма е развита като средство за изразяване на виртуозните умения.
Пианото става преобладаващ клавирен инструмент и измества клавесинът. Оркестрите често са водени от цигулар (наричан концертмайстор в наши дни). В любима форма на епохата се превръщат концертите за пиано и оркестър. Двадесет и петте концерта на Моцарт са сред най-прелестните музикални шедьоври и до днес.

## Късен класицизъм
Краят на периода е доминиран от чувствата и техния пламенен израз. Менуетът отстъпва на валса, а развлекателната музика от средата на 18 век е заменена от дълбочината и драматичността на Бетовен. През втората половина на века музиката, която първоначално е служела само за забавления, играе важна роля в духовното и интелектуалното израстване на личността.

## Водещи композитори
Най-популярните композитори на класицизма са: Кристоф Глук, Йозеф Хайдн, Волфганг Амадеус Моцарт, ранния Лудвиг ван Бетховен, Йохан Кристиан Бах и Карл Мария фон Вебер.